# Aplastus penninsularis
Aplastus penninsularis is een keversoort uit de familie Cebrionidae. De wetenschappelijke naam van de soort is voor het eerst geldig gepubliceerd in 1956 door Bechtal.